# Ana y Jaime
Ana y Jaime es un dúo musical colombiano conformado por los hermanos Ana y Jaime Valencia Aristizábal. El grupo estuvo activo entre 1969 y 1986, con fugaces reapariciones en 1989, 1991, 1997-2000 y de forma intermitente en el  nuevo milenio.

## Biografía
Hijos de la señora Margarita Aristázabal y el señor Jaime Ancízar Valencia, nacidos ambos en el municipio de Herveo, Tolima. Entre 13 hermanos, Jaime nació en 1953, en Herveo, Ana nació en Bogotá en septiembre de 1956, cuando su familia ya se había mudado al barrio San Fernando.
De pequeños vivieron 8 años en el municipio boyacense Santa Rosa de Viterbo y posteriormente se establecieron en la capital colombiana. Entre música andina colombiana a través de radio, discos y la voz de sus padres, Ana y Jaime empezaron a desarrollar un interés por el canto desde muy pequeños. Su padre, Jaime, tocaba el bombardino, el tiple, la guitarra y la trompeta, y su madre, doña Margarita, cantaba.Desde muy niño, Jaime se interesó por los discos y la música. Junto con su vecino de barrio, Eduardo Garzón, a quien apodaba El Sicodélico, aprendió a tocar guitarra, entre la música de The Beatles, los Stones, Blood, Sweat & Tears, Grand Funk Railroad, Simon & Garfunkel, entre otros. Entre sus recuerdos, aparece cómo aprendió los acordes de La y Mi mayor, tocando la canción "Invierno triste", de Connie Francis. Desde ese momento, Jaime se dedicó a aprender a tocar la guitarra junto a su hermana Ana, quien cantaba y con quien empezó a aficionarse por programas de televisión como El Club del Clan y Juventud Moderna.
Durante la separación del dúo Jaime se dedicó a componer jingles para comerciales de productos como "Gudiz", "Milo" y "Pony Malta". Por su parte Ana se casó con el músico colombiano Ezequiel Serrano Calderón y desde entonces reside en Venezuela.

## Trayectoria musical
Ana y Jaime irrumpieron en la escena musical colombiana con baladas y música de protesta a finales de los años 1960. 
En 1969 se dieron a conocer en el programa televisivo "Qué hace la juventud", presentado por la actriz Dora Cadavid y producido por Guillermo Toro, el publicista. Allí se volvieron recurrentes y, en el vespertino que transmitían los sábados en vivo y en directo, se ganaron la oportunidad de grabar también algunos jingles comerciales publicitarios, además de otras apariciones en programas como "Vespertina dominical", prestado por el actor Álvaro Ruiz.
Más adelante, luego de meses de buscarlo, participaron en un concurso de la emisora Radio 15, que promovía Alfonso Lizarazo y que apoyaba nuevos talentos, y luego fueron grabados por Disco 15. Lizarazo reconoció cómo el par de hermanos caminaba desde su colegio, el Marcelino Menéndez & Pelayo, ubicado en la carrera 7a con calle 68, en Chapinero, hasta la emisora ubicada en la Avenida Ciudad de Lima, o Calle 10, entre las carreras 7a y 8a, en el centro de la ciudad. El día de su encuentro, Lizarazo se encontraba con Pablus Gallinazo. Frente a los lograron cantar tres canciones. Su primera presentación fue en un especial dedicado a la película "Bonnie & Clyde", donde cantaron "The Ballad of Bonnied & Clyde", una adaptación de Pablus del tema popularizado por el británico Georgie Fame. Allí también compartieron escenario con Óscar Golden, con quien grabarían sus primeras canciones.

Además de volverse artistas habituales de Estudio 15, participaron en programas como "Vaya, vaya", transmitido por Canal 7 (o Teletrigre), en donde coincidieron con dos de sus ídolos: Norman y Darío. Allí tocaron "Principito gamincito", de Pablus Gallinazo. Norman y Darío los invitarían a participar en la peña folclórica, un espacio de tertulia sabatina que se realizaba en la Casa de la Cultural del barrio de La Candelaria, donde se gestó la compañía Teatro La Candelaria. En la peña, donde tocaban de 6 a 8 p.m., conocieron a Perla Valencia, cantante colombiana, y a Gustavo Gac-Artigas, dramaturgo chileno, quienes organizaban algunas de las actividades del Centro Nacional de la Canción Protesta, CNCP. Entre 1968 y 1971, este centro reunió 
"a jóvenes, artistas y periodistas alternativos, simpatizantes de la izquierda colombiana, como Enrique Santos, Ómar Rayo, Enrique Grau, Juan Mayr, y a cantautores como Eliana, Jorge López, Juan Sebastián, los Hermanos Escamilla, Alejandro Gómez, Jairo Ojeda, Charlie Boy, Kemel Georges —autor de la mayoría de las letras de las canciones del grupo caleño Brigada Socialista—, Jaime Caycedo —líder de la Juventud Comunista— y, por supuesto, Pablus Gallinazo y Norman y Darío". 
Allí también conocieron al cantante chileno Victor Jara y al poeta Nelson Osorio Marín, quien se uniría a su grupo más adelante a través de sus letras "Ricardo Semillas" y "Diré a mi gente". Osorio, quien era oriundo de Calarcá, Quindío, zona cafetera de Colombia, se había desempeñado en áreas como el derecho, la sociología y la publicidad. Nacido en 1941, se había adscrito al Partido Comunista Colombiano desde muy niño, donde se rodeó de canciones de Atahualpa Yupanqui, Alfredo Zitarrosa, Daniel Viglietti, Violeta Parra, Víctor Jara, Alí Primera e Inti-Illimani. La poeta María Mercedes Carranza dijo de su obra: "Los mitos adolescentes de una clase media baja que se nutre en las fuentes de la cultura de masas como única alternativa de creación, sus personajes, su lenguaje, son los temas de la poesía de Osorio, la cual tiene el valor de recrear un mundo netamente colombiano y de crear para él una época que lo representa». Otros cantantes como Eliana, Arnulfo Briceño y Norman y Darío también grabaron canciones de Nelson Osorio. Para cuando conoció a Ana y Jaime, Osorio había publicado sus poemarios "Cada hombre es un camino" (1963) y "Algo rompe la mentira" (1968).
En 1969, el 2 de diciembre, participaron en el festival Rock en las Montañas, organizado por el equipo de Zodiaco Discos, y compartieron escenario con La Gran Sociedad del Estado, Terrón de Sueños, La Banda del Marciano, y Amapola. Antes de entrar a grabar su primer disco, Alfonso Lizarazo les pidió grabar un sencillo en beneficio de los Hogares Juveniles Campesinos, creados por monseñor Jesús Iván Cadavid. Allí grabaron las canciones "Niño campesino", con letra de Nelson Osorio, y una primera versión de "Café y petróleo". Luego de ello, grabaron un EP con las canciones "Cuántos momentos" (o "A las seis", de Iván Darío López, de Los Yetis), "Nina Nana" y "Love Story".
Su primer larga duración es el disco "Diré a mi gente" (1971), que grabaron en los estudios Ingesón, y en donde incluyeron "Es largo el camino", "Café y petróleo", "Soy rebelde" (el éxito de Jeanette, escrito por Manuel Alejandro), "Jerusalem" (popularizada por la cantante israelí Daliah Lavi), "Nina Nana", de los italianos Enrico Riccardi y Luigi Albertelli, "Dispersos", "A veces quisiera ser ciego" (de Alí Primera), y "A desalambrar", del uruguayo Daniel Viglietti.
Durante estos mismos años participaron en el festival El Coco de Oro, el primer festival colombiano de la canción protesta, que se llevó a cabo en la ciudad isleña de San Andrés. Allí lograrían el tercer lugar con la canción "Ricardo Semillas", aunque también conocerían la canción "Café y petróleo", interpretada por el cantautor Manuel J. La Roche, su creador.
Algunas de las canciones más exitosas de Ana y Jaime son Café y Petróleo, Estaciones en el Sol, - Ricardo Semillas: en memoria del líder social, político, ideólogo revolucionario asesinado el 14 de noviembre de 1985 Ricardo Lara Parada, Décimo Grado y Déjame, estas dos últimas de la banda sonora de la exitosa serie de televisión de 1986, Décimo Grado.
Ana y Jaime grabaron un nuevo disco en 1997  con canciones nuevas ("la Huida", "Amor, Amor", "Alba")  y versiones de clásicos (Café y Petróleo, "El bambuquito", "Ni chicha ni limoná")  disco que se llamó, como la canción promocional, La Huida. En el nuevo milenio han tenido varias presentaciones: junto al cantautor Piero en 2011; en 2012 iniciaron una nueva gira por Colombia titulada "Los años maravillosos" junto a Vicky y Christopher; en 2015 relanzaron la gira bajo el nombre de "Vuelven los años maravillosos" esta vez junto a Piero y el dúo argentino Bárbara y Dick. Aunque en 2019 habían anunciado su separación, en 2023 anunciaron una nueva gira incursionando en el formato sinfónico por varias ciudades de Colombia con la participación de la Orquesta Sinfónica de Caldas, la Orquesta Filarmónica Metropolitana de Medellín, y la Orquesta Sinfónica UNAB de Bucaramanga bajo la dirección de Zbigniew Zajac.En 2025, llevaron a cabo nuevamente un concierto en formato sinfónico, junto a la Fundación Orquesta Sinfónica de Bogotá, en el Teatro Jorge Eliécer Gaitán.

## Discografía
- 1969 - Diré a mi gente
- 1970 - Este viento
- 1972 - Sueños y soñadores
- 1975 - Un nuevo comezar
- 1977 - Ana y jaime
- 1986 - Décimo Grado
- 1987 - Déjame
- 1997 - Los años inmensos
- 1999 - La huida